# Tharasius

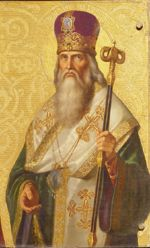
Tharasius

Sint Tharasius (Grieks: Άγιος Ταράσιος) (730 - 25 februari 806) was de patriarch van Constantinopel van 25 december 784 tot zijn dood in 806. 

## Achtergrond
Tharasius groeide op in Constantinopel. Als zoon van een hooggeplaatste jurist behoorde hij tot de hogere families, ook de familie van de heilige Photius I van Constantinopel. Hij klom op tot senator en later tot asekretis. Dit was een hoge rang binnen de juristen. Oorspronkelijk stond hij achter het iconoclasme maar toen hij in het klooster toetrad, veranderde dit. 
Omdat hij nu de iconografie en een imperialistisch gedachtegoed onderschreef, werd hij tot patriarch van Constantinopel benoemd. Dit gebeurde in 784 door Irene. Om Tharasius tot patriarch te maken, werd hij eerst priester en daarna bisschop. Gedwongen accepteerde hij de nieuwe eenmaking van de rooms-katholieke kerk en de oriëntaals-orthodoxe kerk.  

## De zevende oecumenische raad
Voor hij zijn nieuwe functie van patriarch bekleedde, eiste Tharasius de herstelling van de iconen in de kerk. Om de band met Rome te versterken, liet hij Irene een brief schrijven naar paus Adrianus I. In deze brief werd de paus uitgenodigd om delegaties naar Constantinopel te sturen om komaf te maken met ketterij. Paus Adrianus I ging hierin mee. De raad kwam samen op 17 augustus 786. Tijdens deze raad kwamen troepen om de afgevaardigden te vervolgen. De pauselijke afgevaardigden vluchtten terug naar Rome. De troepen werden verbannen uit de stad en er werd een nieuwe samenkomst geregeld. Dit in Nicea in september 787 tijdens het Tweede Concilie van Nicea. 

## Scheiding van Constantijn VI
Een decennium later geraakte Tharasius betrokken in een nieuwe controverse. In januari 795 scheidde Constantijn VI van zijn vrouw Maria. Tharasius aanvaardde deze scheiding. Na grote druk van Theodote excommuniceerde Tharasius de priester die het tweede huwelijk van Constantijn had voltrokken. 

## Heiligverklaring
Ondanks de kritiek op Tharasius werd hij ook geprezen. Dit vooral door de oriëntaals-orthodoxe kerk vanwege het behoud van de iconen maar ook voor zijn strijd om de kerk één te maken. Elk jaar wordt hij op 25 februari gevierd.